# Fricandó matiner
Fricandó Matiner (anteriorment Freakandó Matiner) va ser un programa de ràdio despertador que s'emetia a l'emissora musical catalana RAC 105 entre les 6 i 11 del matí dels dies feiners entre 2004 i 2019. Va ser creat per Llucià Ferrer i posteriorment va estar conduït per Vador Lladó (2006-2017), Gerard Romero (2017) i Ernest Codina (2017-2019).
Organitzat en format de magazín radiofònic, el programa es caracteritzava pel seu dinamisme i barrejava seccions de miscel·lània de curta durada, cançons, trucades als oients, informació general i d'esports i l'estat dels transports metropolitans de Barcelona, entre d'altres. El programa va celebrar els seus 10 anys de vida amb una festa a la Sala Barts de Barcelona l'11 de juny de 2015, on hi van actuar diversos grups com Els Catarres, Ramon Mirabet i l'Always Drinking Marching Band.

## Premis
Al llarg de la seva història, el programa ha estat guardonat amb els següents premis:
- Menció especial als mitjans de comunicació en ràdio del Premi Ciutat de Barcelona 2009.[8][9]
- Premi ICOMI 2008 com a millor programa de ràdio.[10]
- Premi GoliAD 2009 a la Millor Iniciativa de Ràdio.[11]

A més a més, Vador Lladó va rebre l'any 2012 el premi de Ràdio Associació de Catalunya com a millor professional de ràdio —etapa durant la qual presentava Fricandó Matiner.